# 花园站 (湖北省)
花园站是京广铁路的一个车站，位于湖北省孝感市孝昌县花园镇，现为武汉局集团汉西车务段下辖的三等站。現客运办理旅客乘降；行李、包裹托运，货运：办理整车、零担货物发到；办理整车货物承运前保管。

## 历史
- 车站建于1902年。
- 2019年9月28日，湖北省孝感市孝昌县花园火车站改扩建项目正式开工，2021年2月投入使用。车站新站房面积3880平方米，其中候车室面积1338平方米[3]。